# تئاتر پوتسدامر پلاتس

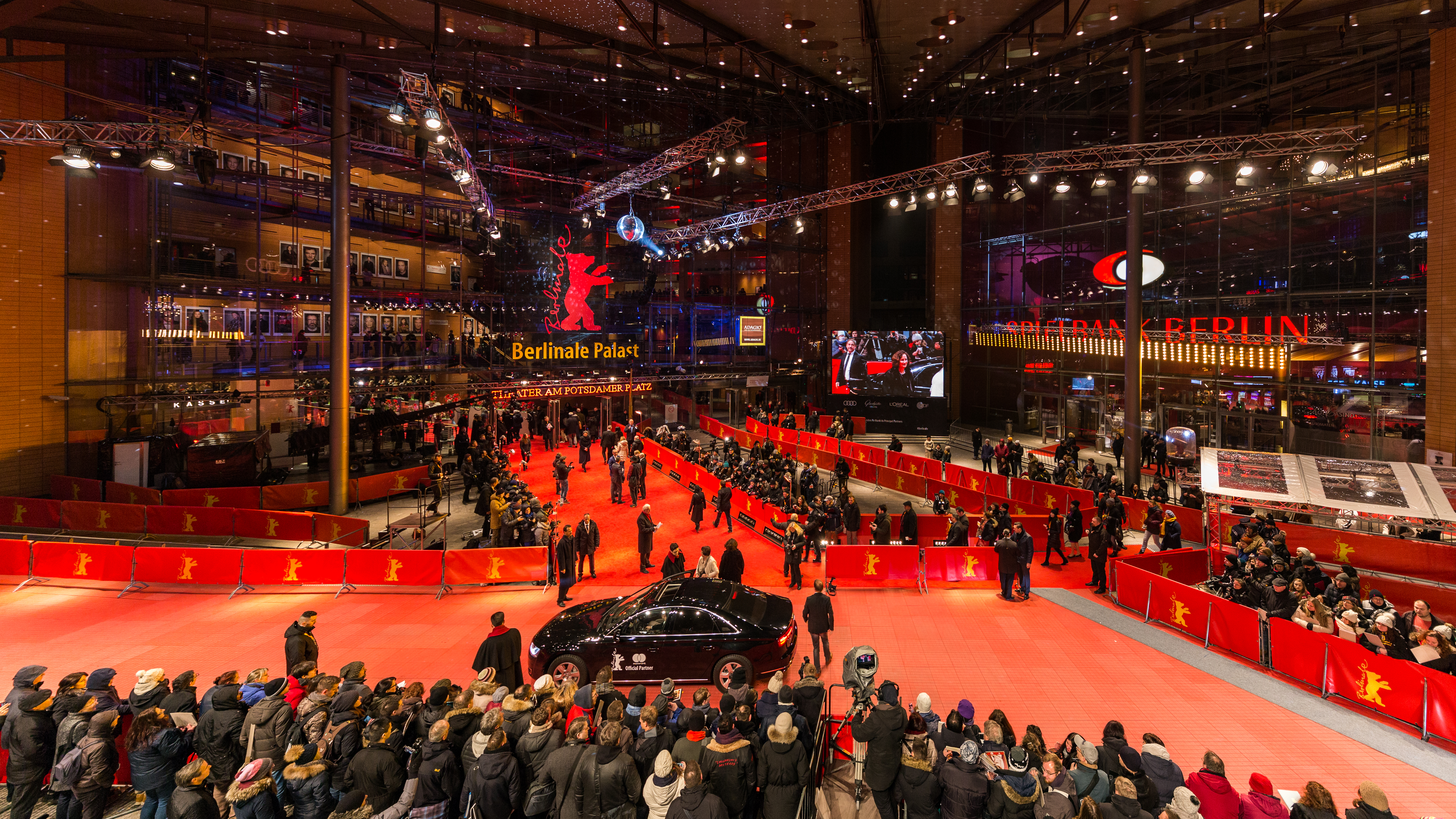
نمایی از داخل تئاتر پوتسدامر پلاتس در جشنواره فیلم برلین ۲۰۱۷

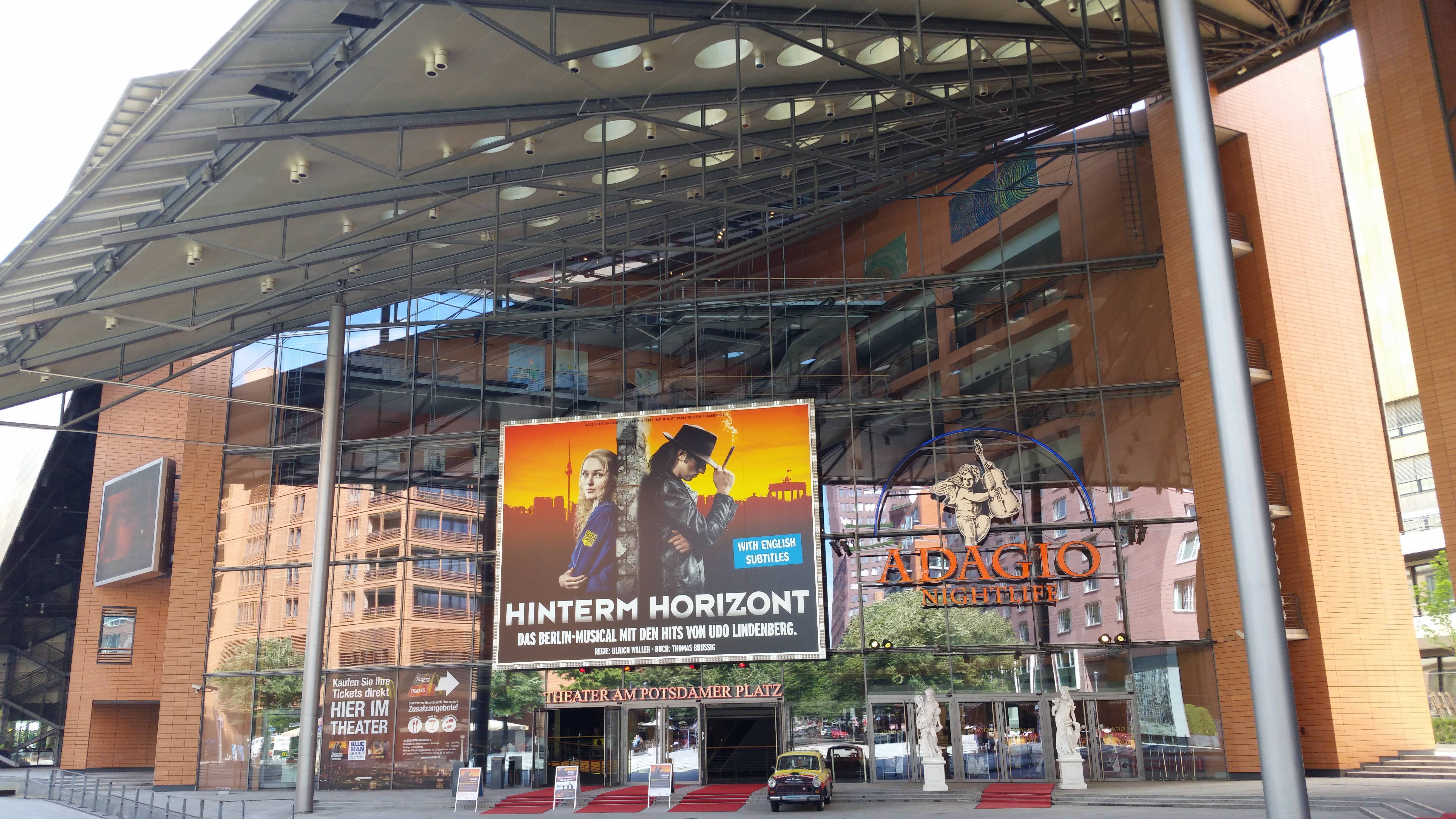
ورودی تئاتر پوتسدامر پلاتس

تئاتر پوتسدامر پلاتس (به آلمانی: Theater am Potsdamer Platz) یک سالن نمایش در شهر برلین، آلمان است.
این تئاتر که در میدان پوتسدامر پلاتس قرار دارد توسط رنزو پیانو طراحی و در تاریخ ۵ ژوئن ۱۹۹۹ تأسیس شده‌است، این مجموعه با ظرفیت ۱۷۵۴ نفر از بزرگترین سالن‌های نمایش در آلمان محسوب می‌شود.
از سال ۲۰۰۰ تاکنون تئاتر پوتسدامر پلاتس میزبان جشنواره بین‌المللی فیلم برلین بوده و نمایش فیلم‌های مسابقه و مراسم اهدا جوایز در آن برگزار می‌شود به همین دلیل در طول برگزاری جشنواره تبدیل به سینما می‌شود.

## نگارخانه

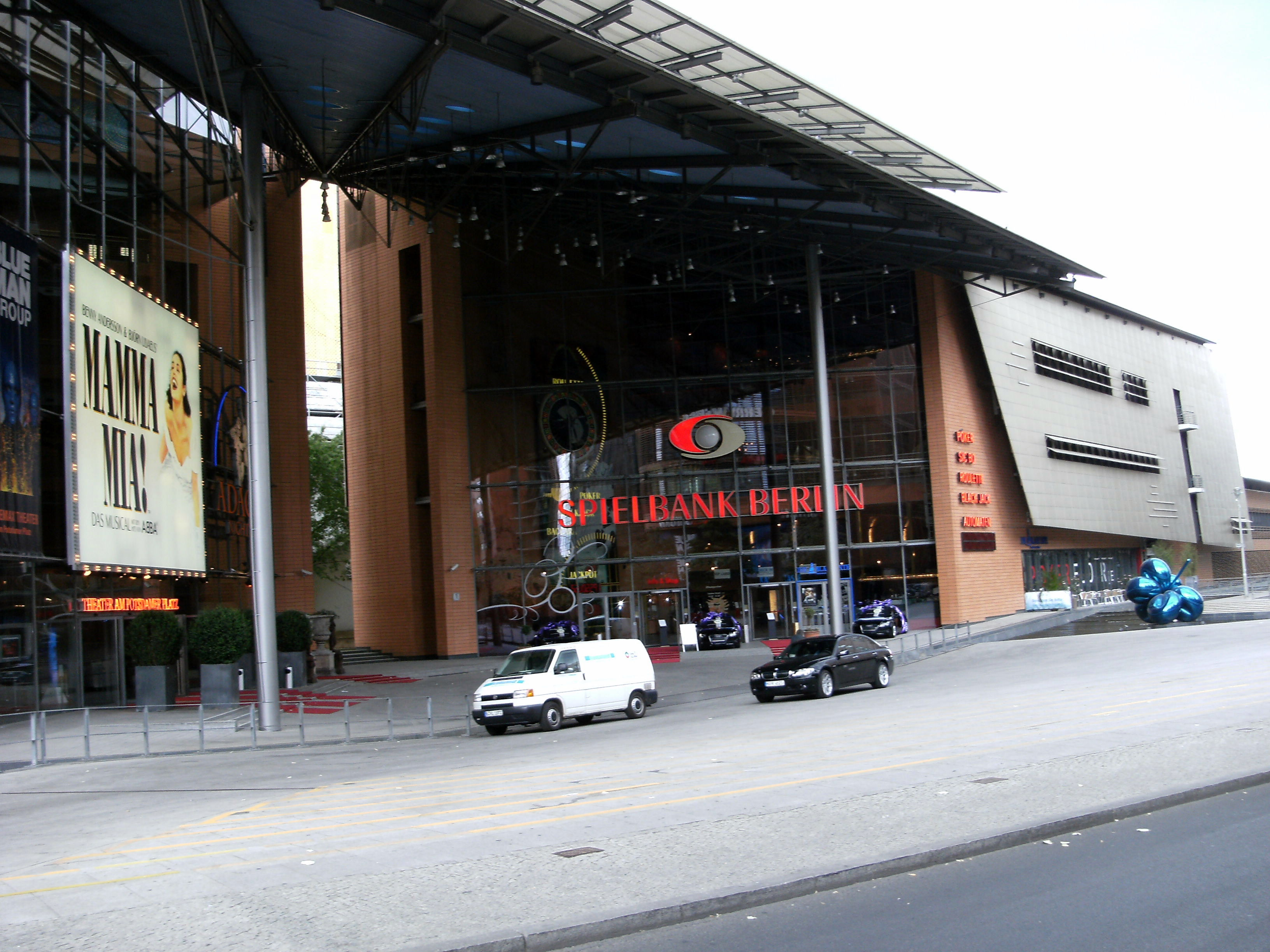
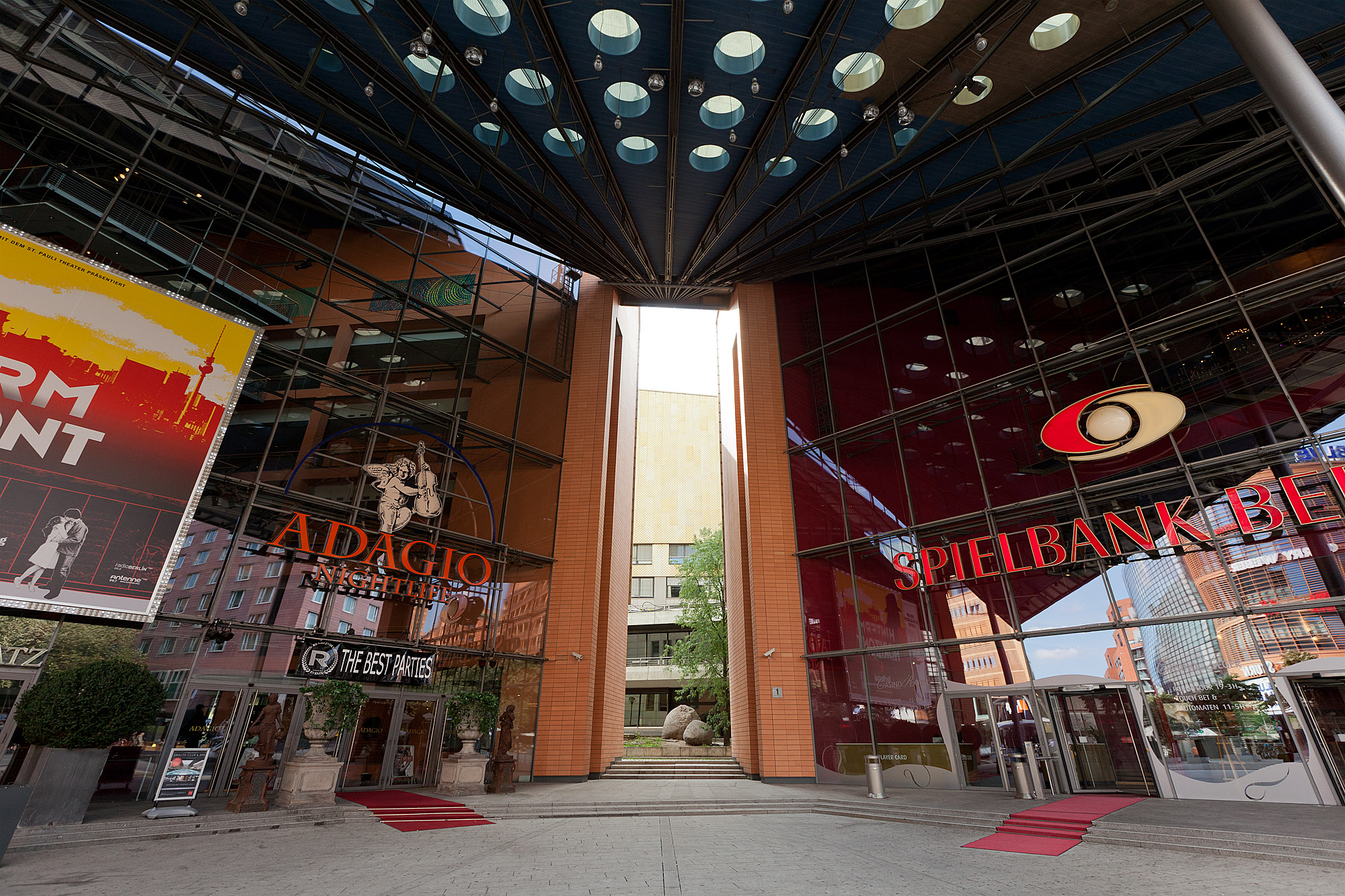
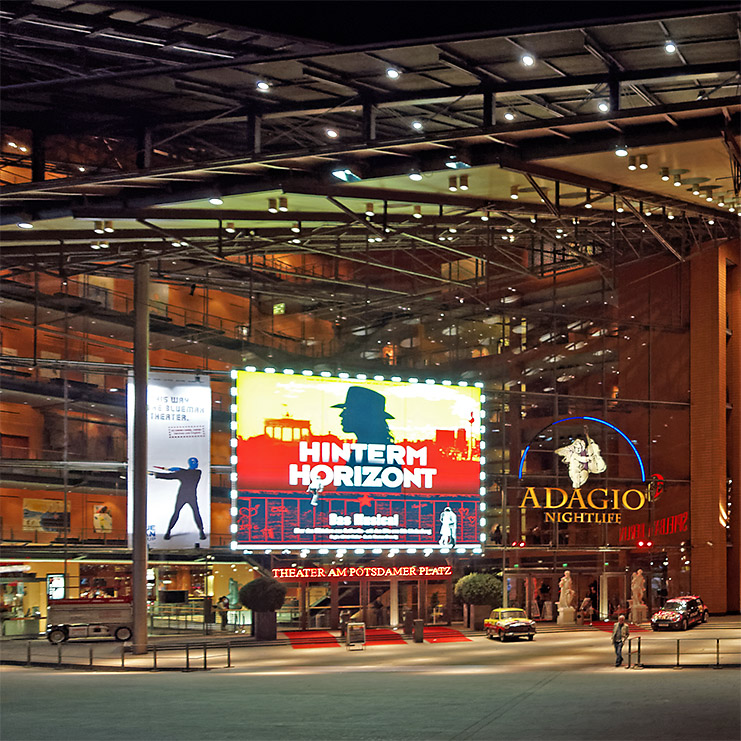
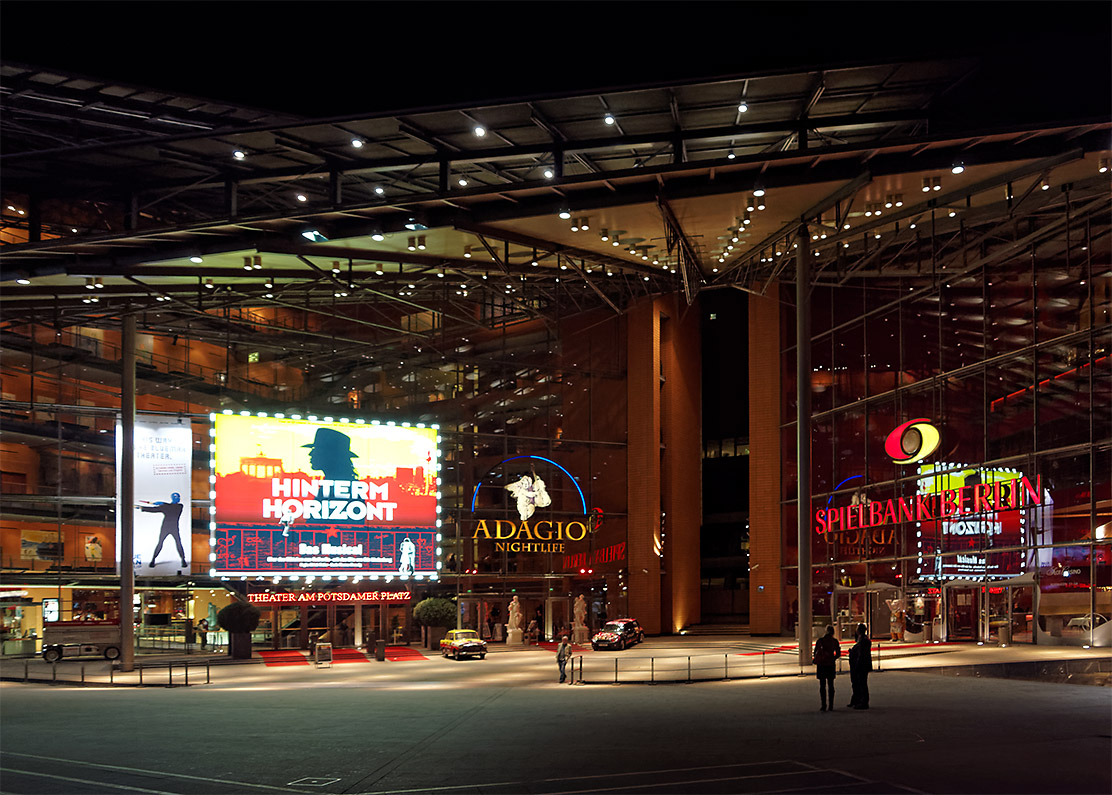
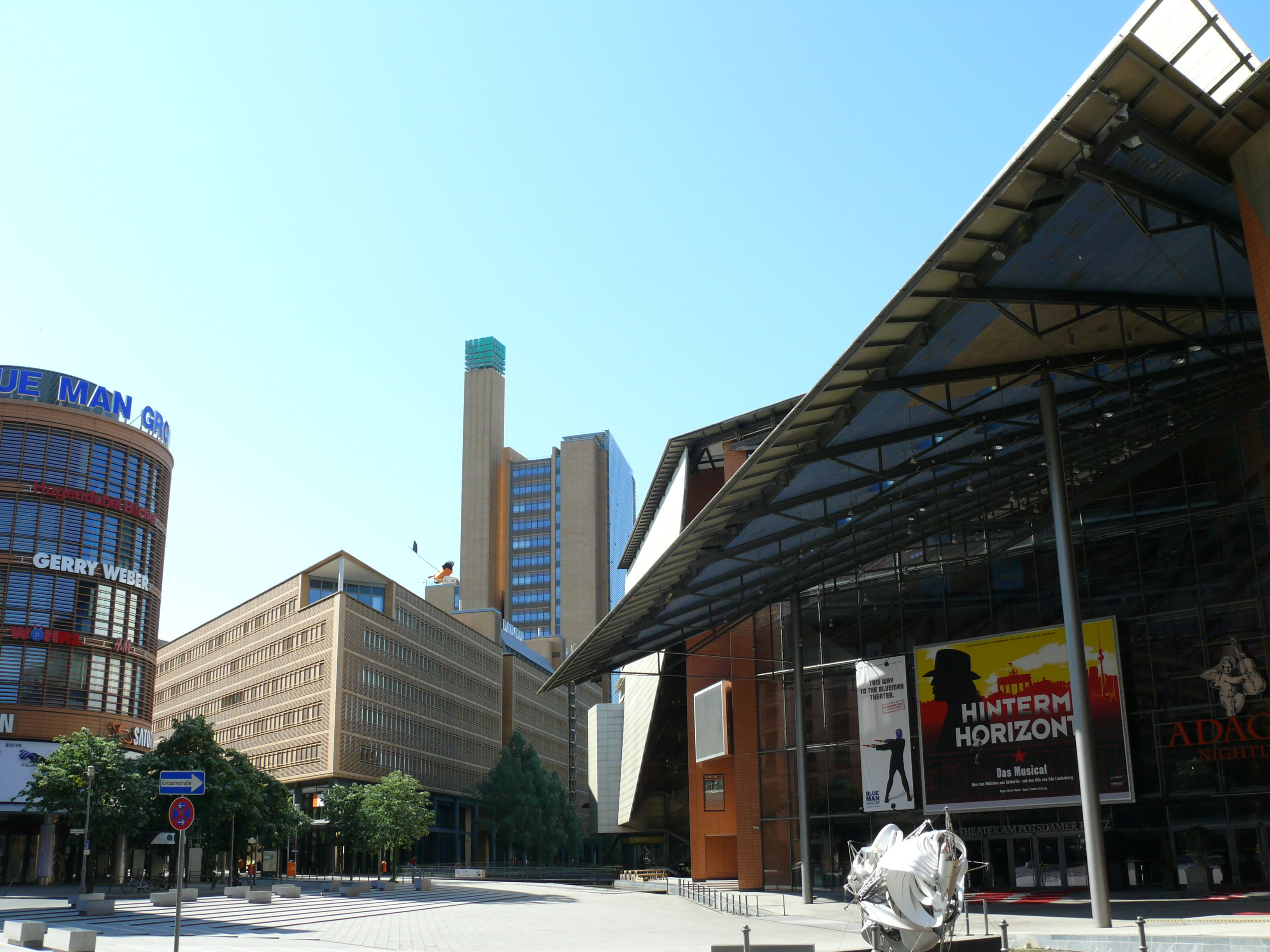
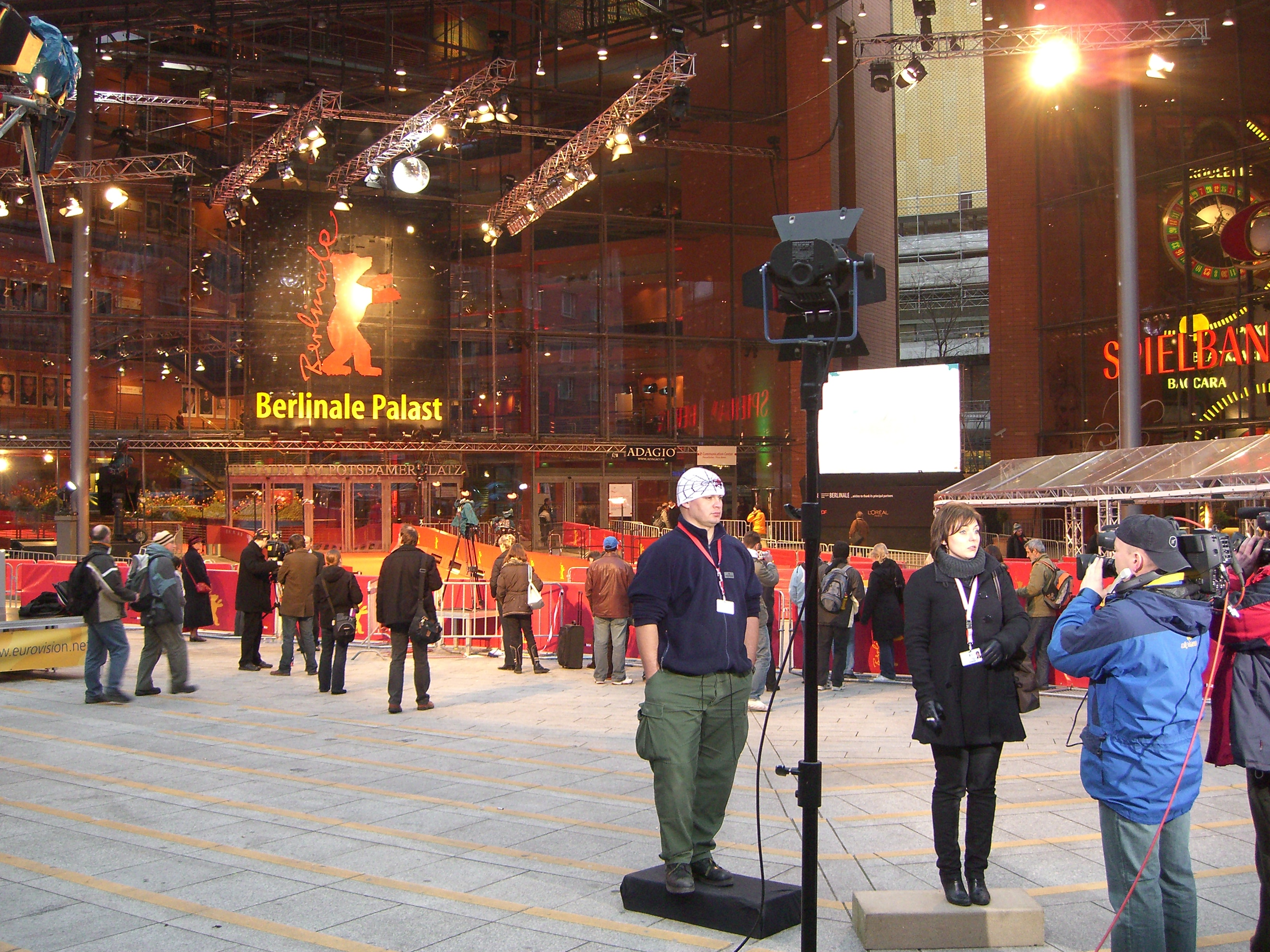
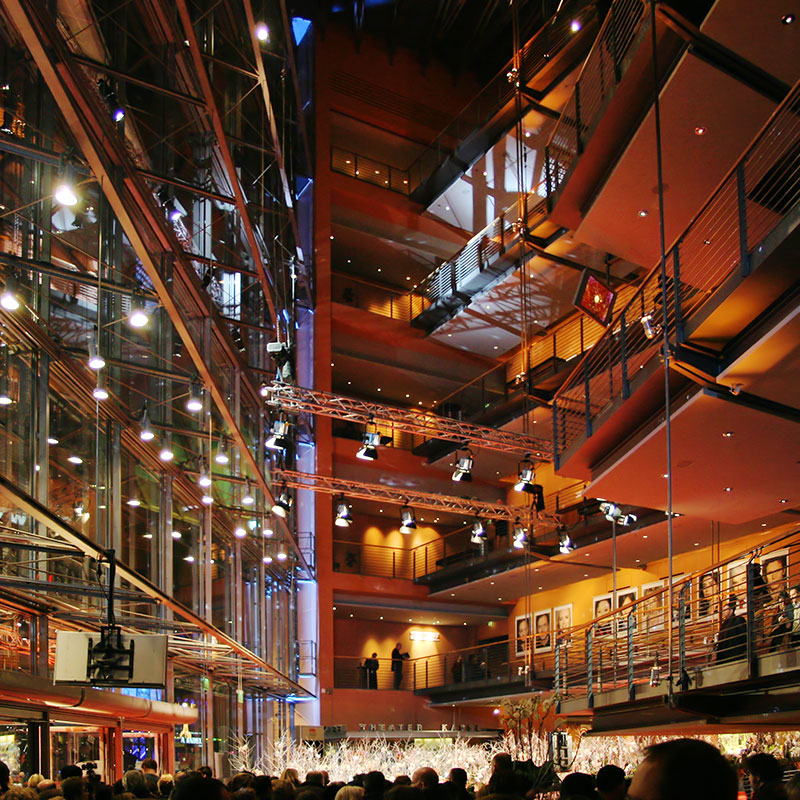